# 陶菲克·克什
陶菲克·克什（土耳其語：Tevfik Kış，1934年8月10日—2019年9月4日），土耳其男子摔跤运动员。他曾代表土耳其参加1960年和1968年夏季奥林匹克运动会摔跤比赛，其中1960年奥运会获得一枚金牌。